# Бруно Дельбоннель
Бруно́ Дельбонне́ль (фр. Bruno Delbonnel; нар. 1957, Нансі, Франція) — французький кінооператор. Лауреат премії «Сезар» за операторську роботу у фільмі «Довгі заручини», багаторазовий номінант на премію «Оскар».

## Біографія
Бруно Дельбоннель народився в 1957 році в місті Нансі, Франція. У десятирічному віці переїхав з батьками до Парижа. Захопився фотографією. Навчався в приватній кіношколі. У 1975 році почав знімати короткометражні й анімаційні стрічки, отримав підтримку відомого оператора старшого покоління Анрі Алекана. Закінчив філософський факультет Сорбонни та Вищу школу кінематографічних досліджень (ESEC, 1978). У 1980 побував у США, познайомився з Нестором Альмендросом. 
З 1979 Дельбоннель постійно працює з Жаном-П'єром Жене. Спіпрацював також з режисерами Тімом Бертоном, Олександром Сокуровим, Седріком Клапішем та ін.
У 2017 році Бруно Дельбоннель знімає біографічний фільм про Вінстона Черчилля «Темні часи», у співпраці з Джо Райтом (режисер фільму). За операторську майстерність у цьому фільму Дельбоннель вп'яте був номінований як найкращий оператор на здобуття у 2018 році кінопремії «Оскар» Американської кіноакадемії та Премії BAFTA Британської кіноакадемії.
Бруно Дельбоннель є членом Асоціації французьких кінооператорів та Американського товариство кінооператорів.

## Фільмографія
| Рік  |     | Назва українською                                   | Оригінальна назва                                                  | Режисер            |
| ---- | --- | --------------------------------------------------- | ------------------------------------------------------------------ | ------------------ |
| 1984 | к/м | Немає спокою Біллі Бракко                           | Pas de repos pour Billy Brakko                                     | Жан-П'єр Жене      |
| 1993 |     | У цього світу не було шансу мати батьків-комуністів | Tout le monde n'a pas eu la chance d'avoir des parents communistes | Жан-Жак Зільберман |
| 1996 |     |                                                     | C'est jamais loin                                                  | Ален Сантонз       |
| 1999 | т/с | Кімната № 13                                        | Chambre n° 13                                                      |                    |
| 2000 |     | Марі, Нонна, діва і я                               | Marie, Nonna, la vierge et moi                                     | Франсіс Рено       |
| 2001 |     | Амелі                                               | Le Fabuleux destin d'Amélie Poulain                                | Жан-П'єр Жене      |
| 2001 |     | Смерть в Голлівуді                                  | The Cat's Meow                                                     | Пітер Богданович   |
| 2003 |     | Ні за, ні проти (а зовсім навпаки)                  | Ni pour, ni contre (bien au contraire)                             | Седрік Клапіш      |
| 2004 |     | Довгі заручини                                      | Un long dimanche de fiançailles                                    | Жан-П'єр Жене      |
| 2006 |     | Париже, я люблю тебе (сегмент «Tuileries»)          | Paris, je t'aime                                                   | Брати Коени        |
| 2006 |     | Погана слава                                        | Infamous                                                           | Дуглас Макграт     |
| 2007 |     | Крізь Всесвіт                                       | Across the Universe                                                | Джулі Теймор       |
| 2009 |     | Гаррі Поттер і Напівкровний Принц                   | Harry Potter and the Half-Blood Prince                             | Девід Єйтс         |
| 2011 |     | Фауст                                               | Фауст                                                              | Олександр Сокуров  |
| 2012 |     | Похмурі тіні                                        | Dark Shadows                                                       | Тім Бертон         |
| 2013 |     | Всередині Люїна Дейвіса                             | Inside Llewyn Davis                                                | Брати Коени        |
| 2014 |     | Великі очі                                          | Big Eyes                                                           | Тім Бертон         |
| 2015 |     | Франкофонія                                         | Francofonia                                                        | Олександр Сокуров  |
| 2016 |     | Дім дивних дітей міс Сапсан                         | Miss Peregrine's Home for Peculiar Children                        | Тім Бертон         |
| 2017 |     | Темні часи                                          | Darkest Hour                                                       | Джо Райт           |
| 2018 |     | Балада Бастера Скраггса                             | The Ballad of Buster Scruggs                                       | Брати Коени        |
| 2021 |     | Жінка у вікні                                       | The Woman in the Window                                            | Джо Райт           |
| 2021 |     | Макбет                                              | The Tragedy of Macbeth                                             | Джоел Коен         |
| 2025 |     | Фінікійська схема                                   | The Phoenician Scheme                                              | Вес Андерсон       |

## Визнання
| Рік                                             | Категорія                                                     | Номінант                          | Результат    |
| ----------------------------------------------- | ------------------------------------------------------------- | --------------------------------- | ------------ |
| Премія Європейської кіноакадемії                |                                                               |                                   |              |
| 2001                                            | Найкращий європейський кінооператор                           | Амелі                             | Перемога     |
| 2005                                            | Найкращий європейський кінооператор                           | Довгі заручини                    | Номінація    |
| 2012                                            | Премія Карло ді Пальми найкращому європейському кінооператору | Фауст                             | Номінація    |
| Премія «Оскар»                                  |                                                               |                                   |              |
| 2002                                            | Найкращий оператор                                            | Амелі                             | Номінація    |
| 2005                                            | Найкращий оператор                                            | Довгі заручини                    | Номінація    |
| 2010                                            | Найкращий оператор                                            | Гаррі Поттер і Напівкровний Принц | Номінація    |
| 2014                                            | Найкращий оператор                                            | Всередині Люїна Дейвіса           | Номінація    |
| 2018                                            | Найкращий оператор                                            | Темні часи                        | В очікуванні |
| Премія BAFTA                                    |                                                               |                                   |              |
| 2002                                            | Найкращий оператор                                            | Амелі                             | Номінація    |
| 2014                                            | Найкращий оператор                                            | Всередині Люїна Дейвіс            | Номінація    |
| 2018                                            | Найкращий оператор                                            | Темні часи                        | В очікуванні |
| Премія Сезар                                    |                                                               |                                   |              |
| 20-02                                           | Найкраща операторська робота                                  | Амелі                             | Номінація    |
| 2005                                            | Найкраща операторська робота                                  | Довгі заручини                    | Перемога     |
| Премія Американського товариства кінооператорів |                                                               |                                   |              |
| 2002                                            | Видатне досягнення в кінооператорській майстерності           | Амелі                             | Номінація    |
| 2005                                            | Видатне досягнення в кінооператорській майстерності           | Довгі заручини                    | Перемога     |
| 2014                                            | Видатне досягнення в кінооператорській майстерності           | Всередині Люїна Дейвіса           | Номінація    |
| 2018                                            | Видатне досягнення в кінооператорській майстерності           | Темні часи                        | Номінація    |
| Премія «Супутник»                               |                                                               |                                   |              |
| 2005                                            | Золотий супутник найкращому оператору                         | Довгі заручини                    | Номінація    |
| 2007                                            | Супутник найкращому оператору                                 | Через Всесвіт                     | Номінація    |
| 2011                                            | Супутник найкращому оператору                                 | Фауст                             | Номінація    |
| 2013                                            | Супутник найкращому оператору                                 | Всередині Люїна Дейвіса           | Перемога     |
| 2017                                            | Супутник найкращому оператору                                 | Темні часи                        | Номінація    |
| Кінофестиваль Camerimage                        |                                                               |                                   |              |
| 2007                                            | Золота жабка                                                  | Через Всесвіт                     | Номінація    |
| 2007                                            | Срібна жабка                                                  | Через Всесвіт                     | Перемога     |
| 2013                                            | Бронзова жабка                                                | Всередині Люїна Дейвіса           | Перемога     |
| Національна спілка кінокритиків США             |                                                               |                                   |              |
| 2014                                            | Найкращий оператор                                            | Всередині Люїна Дейвіса           | Перемога     |